# مانامی ماروتاکا
مانامی ماروتاکا (انگلیسی: Manami Marutaka؛ زادهٔ ۱۲ ژوئن ۱۹۹۰) بازیگر، و شخصیت‌های تلویزیونی در ژاپن اهل ژاپن است.